# Sinularia mauritiana
Sinularia mauritiana is een zachte koraalsoort uit de familie Alcyoniidae. De koraalsoort komt uit het geslacht Sinularia. Sinularia mauritiana werd in 1994 voor het eerst wetenschappelijk beschreven door Vennam & Parulekar. 